# 4800 Veveri
4800 Veveri eller 1989 TG17 är en asteroid i huvudbältet som upptäcktes den 9 oktober 1989 av den belgiske astronomen Henri Debehogne vid La Silla-observatoriet. Den är uppkallad efter Veveri, en förort till den italienska staden Novara.
Asteroiden har en diameter på ungefär 14 kilometer och den tillhör asteroidgruppen Eos.